# 배틀즈
배틀즈(Battles)는 2002년 뉴욕에서 이안 윌리암스(Ian Williams)(前 돈 카바예로(Don Caballero) / 스톰 & 스트레스(Storm & Stress)) 에 의해 결성된 미국 익스페리멘탈 록(Experimental Rock) / 매쓰 록(Math rock) 그룹이다. 2015년 현재 라인업은 기타/키보드 이안 윌리암스(Ian Williams), 기타/베이스 데이브 코놉카(Dave Konopka)(前 Lynx), 드럼 존 스테니어(John Stanier) (前 Helmet)이다.

## 초기 경력(EP)
2006년 1월 워프 레코즈(Warp Records)에 데뷔 앨범인 EP C / B EP를 발매했다. 해당 앨범은 초기작 EP인 EP C, B EP, 그리고 싱글 앨범인 Tras의 컴필레이션이다.
EP C나 B EP와 같은 각 앨범의 제목들은 언어유희적으로 지어졌다.

## 1집미러드(Mirrored)
배틀즈의 첫 번째 앨범 미러드(Mirrored)는 Machines with Magnets 의 케이스 소우자(Keith Souza)가 녹음했고 2007년 5월 14일 발매되었다. 본 앨범은 많은 긍정적 평가를 받았고 2007년 몇 개의 탑 앨범 리스트에 올랐다.
미러드(Mirrored)는 이전 EP 앨범들이 거의 완전한 기악으로만 이루어졌던 것 과는 달리 보컬과 가사가 곡에 포함되었다.
2007년 첫 번째 싱글인 "아틀라스"(Atlas)는 2월 21일 스트리밍 오디오로 발매되었고, 2007년 2월 28일 스트리밍 뮤직비디오가 발매되었다.
2007년, 조명 예술그룹 유나이티드 비쥬얼 아티스트와 협업한 "Tonto"의 스트리밍 비디오를 공개했다. 본 트랙이 포함된 싱글 앨범은 2007년 말에 발매되었다.
2007년, 배틀즈는 4월 첫 UK 커버 특즙으로 소개되었다. 더 스키니 잡지에서 미러드(Mirrored) 앨범의 제작 과정을 다뤘다.
NME잡지에서 주간 최고의 싱글로 지명되었다. 그리고 영국 클래쉬 매거진에서 극찬의 리뷰를 받고 단델리온 라디오 페스티브 피프티에서 1위 랭킹에 오른다. 본 곡은 2007년 11월 BBC 방송인 "레이터 윗 줄스 홀랜드"(Later with Jools Holland)에서 실연되었다.
"아틀라스"(Atlas)는 비디오 게임 리틀 빅 플래닛에서 특집으로 다루었고 플레이스테이션3에서 가능하도록 되었다. 그리고 채널 4의 프로그램 스킨스의 시즌2 사운드트랙으로 이용되었고 메이저 리그 베이스볼 2K8에서도 사용되었다.
2009년 "아틀라스"(Atlas)의 뮤직 비디오는 프랑스 끌레몽-페랑(Clemont-Ferrand)에서 열린 끌레몽-페랑 단편 영화제의 워프(Warp) 영상 목록에도 포함되었다. 더불어 오디오 트랙은 아메리카 에어라인 비행 중 라디오 프로그램에도 다뤄졌고 아르토 사리의 외계인 워크숍의 스케이트보드 비디오인 마인드필드의 부분으로도 이용되었다.
"Race : In" 과 "Atlas"는 각각 아우디와 혼다 차의 영국 광고에서 사용되었고, "Bad Trails"는 빅 팬에 사용되었다.
2009년 10월 개봉한 올 투모로우스 파티스의 소개 영상에서 "Atlas"의 라이브 공연을 다뤘다. 이 공연은 올 투모로우스 파티스가 진행된 2007년 소머셋 마인헤드 버틀린 홀리데이 캠프에서 열린 것으로 2007년 5월에 녹화되었다.
2009년, 아직 발매되지 않은 앨범에 속한 신곡(2집 글로스 드롭(Gloss Drop) 수록)인 "Sweetie and Shag"가 12월 10일 더블린에서 연주되었다.
"Leyendecker"와 "Bad Trails"가 영국 방송 스킨스 시즌4 에피소드7에 삽입되었다.
"The Line"은 트와일라잇:이클립스 OST에 수록되었다.

### 비평
| 미디어           | 평가  |
| ---------------- | ----- |
| 올뮤직           | [ 2 ] |
| Drowned in Sound | [ 3 ] |
| 더 가디언        | [ 4 ] |
| NME              | [ 5 ] |
| 피치포크 미디어  | [ 6 ] |
| 팝 매터스        | [ 7 ] |
| 롤링 스톤        | [ 8 ] |
| 슬랜트 매거진    | [ 9 ] |

앨범에 대한 비평은 긍정적이었다. 메타크리틱에서는 주류 비평 리뷰들을 통해 100점 만점으로 점수를 부여하는데, 미러드는 31개의 리뷰를 바탕으로 86점을 받았다. 싱글인 "아틀라스"는 온라인 메거진 피치포크 미디어의 2000년대 탑 500트랙에서 42번째를 기록했다. 피치포크는 또한 미러드앨범을 2000년대의 탑 200앨범 중 105번째로 선정했다. 2011년 10월, NME는 "아틀라스"를 지난 15년 간 최고의 트랙 150선에 54번째로 선정했다.

#### Tyondai Braxton 탈퇴
2010년 8월, 배틀즈는 타욘데이 브랙스톤의 밴드 탈퇴를 발표했다. 배틀즈가 다음 해 투어 스케줄을 이미 짜놓았을 때 브랙스톤은 투어를 가고 싶지 않다는 의사를 밝혔다.

## 2집글로스 드롭(Gloss Drop)
글로스 드롭의 제작은 2010년에 시작되어 2011년에 끝났다. 제작 중간, 타욘데이 브랙스톤이 그의 솔로 활동을 위해 밴드를 떠났다. 밴드는 이후 3인조로서 4달만에 전 앨범을 재작업했다.
배틀즈의 두 번째 앨범, Gloss Drop은 2011년 6월 6일에 발매되었고 게리 뉴먼(전 튜브웨이 아미(Tubeway Army), 카즈 마키노, 야만타카 아이 등의 피쳐링이 있었다.
이후 봄 투어를 발표했다.
대부분의 곡이 기악곡이지만 위의 피쳐링 보컬이 포함된 곡들도 포함되어 있다.
2011년 12월, 밴드는 Les Savy Fav와 카리부(Caribou)와 함께 영국 마인헤드(Minehead)에서 열린 올 투모로우스 파티스(All Tomorrow's Parties) "나이트메어 비포 크리스마스(Nightmare Before Christmas)"페스티벌을 큐레이팅 했다.
2012년 2월에서 4월까지, 4개의 12인치 싱글, EP가 발매되었고 Dross Glop(본 앨범 타이틀의 두음전환)1~4로 이름 붙여졌다. 더불어 Gui Boratto, Kode9, 허드슨 모호크 등이 참여한 앨범 곡들의 댄스음악 버전 리믹스가 포함되었다. 11개의 리믹스가 포함된 컴필레이션 앨범("Sumdome"이라는 곡은 포함되지 않았다.)이 2012년 4월 16일 발매되었다.
2012년 8월, 다중 플랫폼 비디오 게임인 슬리핑 독스(Sleeping Dogs)가 Square Enix에서 발매되었고, 본 앨범의 곡 중 "Futura"가 게임 속 라디오 방송국, 워프 라디오(Warp Radio)에서 사용되었다. 게임 중 워프 라디오는 배틀즈나 허드슨 모호크와 같은 워프 레코드 소속 아티스트의 음악들이 많이 포함되어 있다.
2012년 9월, "Ice Cream"이 비디오 게임 피파 12 광고에 삽입되었다. 본 광고는 세스 메이어, 스티브 내시와 호프 솔로가 출연했다.

### 비평
| 미디어          | 평가   |
| --------------- | ------ |
| 올뮤직          | [ 20 ] |
| 클래쉬          | [ 21 ] |
| NME             | [ 22 ] |
| 피치포크 미디어 | [ 23 ] |
| 더 스키니       | [ 24 ] |
| 슬랜트 메거진   | [ 25 ] |
| 스핀            | [ 26 ] |

글로스 드롭(Gloss Drop)은 발매와 더불어 대체로 긍정적인 평가를 받았다. "애니디센트뮤직?"(AnyDecentMusic?) 에서는 동시대 음악 앨범들에 대한 리뷰를 수집,분석 하는데, 본 앨범은 23개의 리뷰를 기반으로 평균 7.4점의 스코어를 기록했다. Metacritic, another aggregation website, gave it a score of 79 out of 100, indicating 'generally favourable reviews', based on 37 professional reviews. The user score, however, is 8.4, indicating 'universal acclaim'.
올뮤직(Allmusic)에 따르면, 피쳐링이 포함된 곡들은 밴드 멤버들의 보컬 선정 능력이 빛을 발한 부분으로, "배틀즈가 표현하고자 한 소리의 구체적인 양상을 잘 반영하는" 피쳐링 게스트 선정이었다고 말했으며, 글로스 드롭은 1집 앨범만큼의 힘은 아니지만, 3인조로서도 충분한 창의성, 적응능력을 보여주었다는 점에서 성취성 있는 앨범이라 평했다.
더 스키니 매거진의 마크 슈클라(Mark Shukla)는 배틀즈가 전 보컬리스트 타욘데이 브랙스톤의 부재를 얼마나 영리하게 메웠는지 보여줬고, "...그에 더하여 밴드의 상당한 기술적 성취를 보여주었으며 글로스 드롭의 장난스런 긍정주의는 밴드의 앞날에 대한 순조로운 징조다"고 평했다. BBC 뮤직은 반면 브랙스톤의 부재가 너무도 컸다고 말한다.
스핀 매거진은 2집 앨범에 대하여 익스페리멘탈이 독창적이면서 동시에 접근하기 쉬운 예가 된 승리의 순간이라고 말했다. 클래쉬 매거진은 2집을 '숭고하고', '아주 놀라우며', '시각적으로 감정을 자극하고', '선명하게 대담하다'고 말했다.

### 아트워크
데이브 코놉카 : "앨범의 아트웍은 내가 한 것이다. 조각이라고 말하기도 망설여지긴 하지만, 앨범 제작 중 내가 만든 조각으로, 본질적으로 이것은 아무것도 아닌 큰 핑크색 방울이다. 나는 앨범을 잘 드러낼 수 있는 단단한 무언가를 만들고 싶었다. 앨범을 제작함에 있어, 통제된 분위기이면서도, 완전히 유기적이라 그것이 어떻게 변하도록 유도하지도 못하고, 끝내는 우리가 어떤 것도 통제할 수 없다는 것이 자명해진다는 점을 말이다. 그 결과가 이 방울이다... 썩 좋아보이지는 않는 사각형의 통제된 틀 안에서 유기적 방울이 그저 공간에 떨어지고 엉겨붙어 굳은 것을 만듦으로써 우리의 앨범의 방향을 적절히 드러냈다고 생각한다."

## 3집
2014년 3월 20일, 배틀즈는 그들의 페이스북 페이지를 통해 3집을 녹음 중임을 밝혔다.

## 맴버

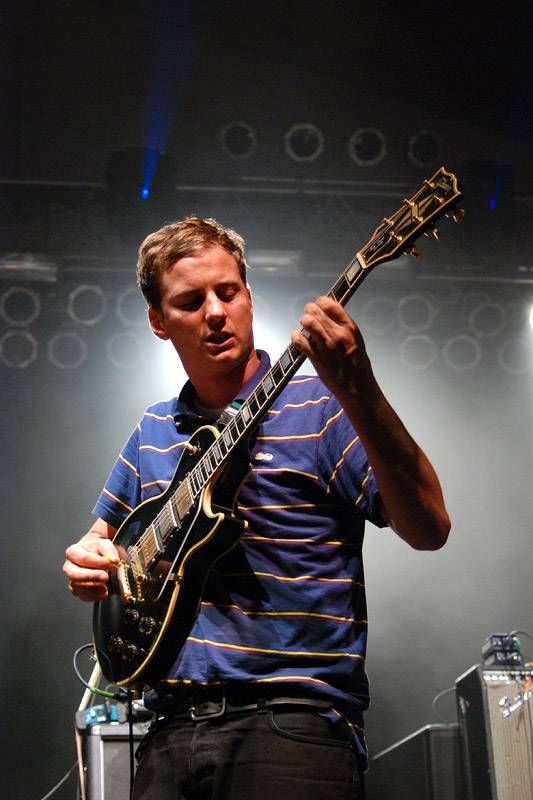
데이브 코놉카, 2008년 맨체스터에서 열린 Bonnaroo 뮤직 페스티벌

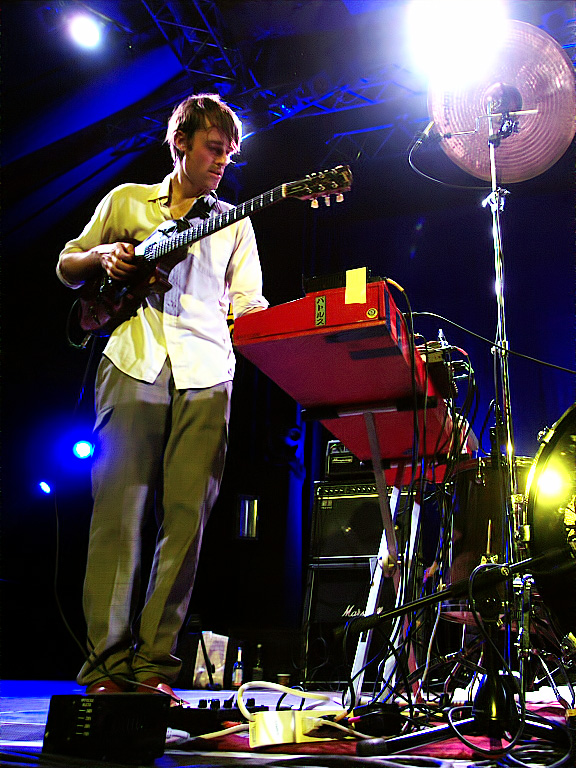
이안 윌리엄스, 2008년 Moers 페스티벌

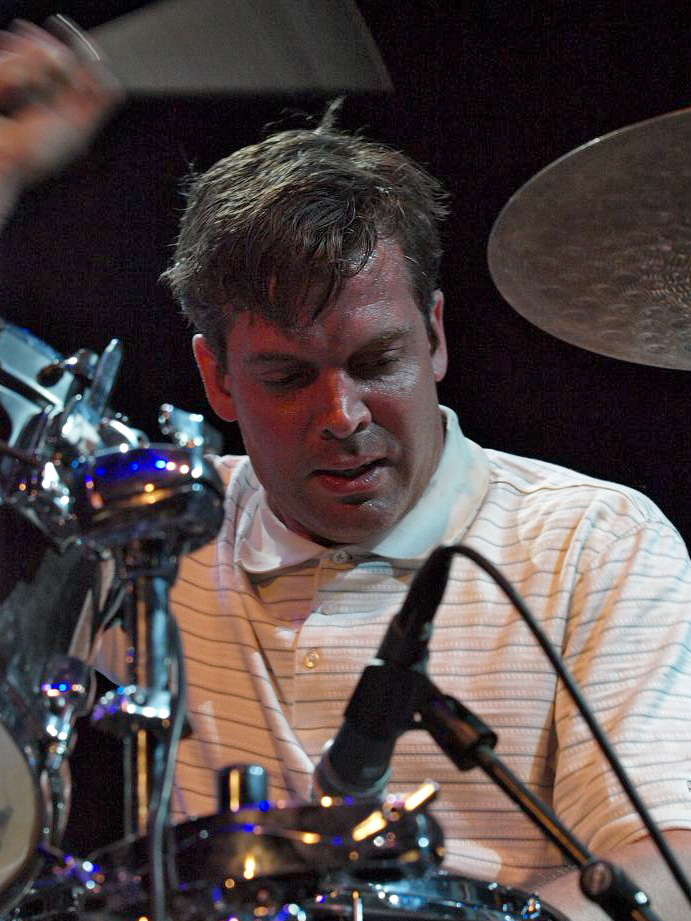
존 스태니어, 2008년 Moers 페스티벌

- 데이브 코놉카 – 베이스, 기타, 이펙트
- 이안 윌리엄스 – 기타, 키보드
- 존 스태니어 – 드럼

### 이전 멤버
- 타욘데이 브랙스톤 – 기타, 키보드, 보컬 (2002–2010)

## 디스코그래피

### 스튜디오 앨범
| 발매 해 | 앨범 세부 정보                                                      | 차트 최고 순위 | 차트 최고 순위 | 차트 최고 순위 | 차트 최고 순위 | 차트 최고 순위 |
| 발매 해 | 앨범 세부 정보                                                      | UK             | BE             | US             | US Heat.       | US Indie.      |
| ------- | ------------------------------------------------------------------- | -------------- | -------------- | -------------- | -------------- | -------------- |
| 2007    | 미러드(Mirrored) - 발매: May 27, 2007 - 레이블: Warp Records        | 70             | 67             | —              | 7              | 26             |
| 2011    | 글로스 드롭(Gloss Drop) - 발매: June 6, 2011 - 레이블: Warp Records | 48             | 73             | 98             | —              | 19             |

### EPs
- EP C (Monitor Records; June 8, 2004)
- B EP (Dim Mak Records; September 2004)
- EPC (일본 한정판 스페셜 믹스 에디션; Dotlinecircle; October 2004)
- Lives (Beat Records; September 27, 2007)
- Tonto+ (Warp Records; October 22, 2007 world, November 6, 2007 USA)
- Dross Glop 1 (4 파트 중 1번 12" vinyl remix series; Warp Records; February 6/7, 2012)
- Dross Glop 2 (4 파트 중 2번 12" vinyl 리믹스 시리즈; Warp Records; February 20/21, 2012)
- Dross Glop 3 (4 파트 중 3번 12" vinyl 리믹스 시리즈; Warp Records; March 19/20, 2012)
- Dross Glop 4 (4 파트 중 4번 12" vinyl 리믹스 시리즈; Warp Records; Record Store Day, April 21, 2012)

### 컴필레이션
- EP C/B EP (Warp Records, February 21, 2006)
- Warp20 (Chosen) (September 28, 2009)
- Dross Glop (CD compilation of the four-part 12" vinyl remixes; April 16/17, 2012)[36]

### 싱글
- "Tras" (June 15, 2004, 12")
- "Atlas" (April 2007, 12")
- "Tonto" (October 2007)
- "The Line" (August 2010, digital download)
- "Ice Cream" (March 2011, 12")
- "My Machines" (August 2011, 12")

### 필모그래피
- All Tomorrow's Parties (October 2009)